# Герб Дедовичского района
Герб муниципального образования «Де́довичский райо́н» Псковской области Российской Федерации
Герб утверждён решением двадцать второй сессии Собрания депутатов второго созыва Дедовичского района от 27 февраля 2002 года.
Герб внесён в Государственный геральдический регистр Российской Федерации под регистрационным номером 948.

## Описание герба
« В скошенном слева червлёным и зелёным щите лазоревая перевязь, вверху ограниченная вписанной серебрённой обоюдоострой громовой стрелой (без наконечников), а внизу — волнистая и тонко окаймлённая серебром; внизу перевязь косвенно слева сопровождена тремя золотыми опрокинутыми снопами».
Герб может воспроизводиться в двух равнодопустимых версиях: без вольной части; с левой вольной частью — четырёхугольником, примыкающим изнутри к левому верхнему краю герба муниципального образования «Дедовичский район» с воспроизведёнными в нём фигурами герба Псковской области. Версия герба с вольной частью применяется после внесения герба Псковской области в Государственный геральдический регистр Российской Федерации и соответствующего законодательного закрепления порядка включения в гербы муниципальных образований Псковской области вольной части с изображением герба Псковской области.

## Обоснование символики
Дедовичский район в годы Великой Отечественной войны 1941—1945 гг. был партизанским краем, что отражено красным цветом поля, а также этот цвет символизирует труд, жизнеутверждающую силу, мужество, праздник и красоту.
Красный цвет в геральдике символизирует труд, жизнеутверждающую силу, мужество, праздник, красоту.
Громовая стрела-молния, являющаяся символом света и просвещения, одновременно указывает на главный энергетический объект Псковской области, расположенный на территории Дедовичского района — Псковскую ГРЭС.
Три снопа на зелёной земле аллегорически показывают, что Дедовичский район в основе своей является сельскохозяйственным районом, расположенным на реке Шелонь.
Зелёный цвет дополняет символику природы района, а также этот цвет символизирует изобилие, жизнь и возрождение.
Золото — символ изобилия и благополучия.
Серебро — символ мудрости, чистоты, веры.
Лазурь — символ славы, чести, верности, искренности.
Герб разработан при содействии Союза геральдистов России.
Герб создан авторским коллективом: идея герба — Евгения Богданова (п. Дедовичи), Лариса Егорова (п. Дедовичи), Владимир Василевский (п. Дедовичи); геральдическая доработка — Константин Мочёнов (Химки); обоснование символики — Галина Туник (Москва); компьютерный дизайн — Юрий Коржик (Воронеж).